# Trilepis eximia
Trilepis eximia là loài thực vật có hoa trong họ Cói. Loài này được (C.B.Clarke) H.Pfeiff. miêu tả khoa học đầu tiên năm 1922.